# Cocoseae
Tribu
Synonymes
Classification APG III (2009)
Les Cocoseae, parfois incorrectement désigné comme Cocoeae, forment une tribu de palmiers (famille des Arecaceae) comprenant notamment Cocos nucifera.
Leur signe distinctif est la présence d'au moins trois pores germinatifs sur l'endocarpe de leurs fruits.

## Répartition
On les trouve partout dans la zone tropicale. Bien qu'ils soient plus abondants dans le Nouveau Monde, on en trouve aussi sur les autres continents.

## Systématique
Les Cocoseae, au sens de Dransfield et al. (2008), ont été identifiés dans la plupart des études comme étant monophylétique. Leur position systématique au sein des Arecaceae est encore peu compris. Diverses études les voient comme un groupe frère soit des  Reinhardtieae, soit des Orinieae, soit encore d'une groupe composé des Reinhardtieae et des Roystoneeae.
La tribu est divisée en trois sous-tribus: les Attaleinae, les Bactridinae et les Elaeidinae, qui sont toutes monophylétiques. De plus, les deux dernières sont des groupes frères.

## Liste des sous-tribus et genres
Selon NCBI (5 déc. 2010) :
- - sous-tribu des Attaleinae
    - genre Allagoptera
    - genre Attalea
    - genre Beccariophoenix
    - genre Butia
    - genre Cocos
    - genre Jubaea
    - genre Jubaeopsis
    - genre Lytocaryum
    - genre Orbignya
    - genre Parajubaea
    - genre Polyandrococos
    - genre Syagrus
    - genre Voanioala

  - sous-tribu des Bactridinae
    - genre Acrocomia
    - genre Aiphanes
    - genre Astrocaryum
    - genre Bactris
    - genre Desmoncus
    - genre Gastrococos

  - sous-tribu des Elaeidinae
    - genre Barcella
    - genre Elaeis